# Gawein Trakand

Gawein's persoonlijke vlag

De vlag van de Jongelingen

Gawein Trakand is een personage uit de serie Het Rad des Tijds van de Amerikaanse auteur Robert Jordan.
Gawein is de broer van Elayne Trakand en halfbroer van Galad Damodred. Zijn ouders zijn Taringael Damodred en Morgase Trakand. Zijn blazoen toont een witte ever op een rood veld.